# 达拉县
达拉县（Dalasýsla），是冰岛的一个旧县，位于冰岛西部，属于西部区。总面积2078平方公里。该县唯一的城镇是布扎达吕尔。该县西临大西洋，东临滨海县，南邻米拉县。

## 知名人物
- 斯诺里·斯蒂德吕松（1179-1241），作家，政治人物
- 奥斯蒙德·斯维因松（Ásmundur Sveinsson，1893-1982），雕塑家